# 東出昌大
東出昌大（日语：／ Higashide Masahiro，1988年2月1日—），日本男演員、Youtuber，埼玉縣出身。因演出《多謝款待》而聲名大噪並於同劇女主角結婚，但雙方於2020年因男方出軌而離婚。

## 經歷
埼玉縣朝霞高中畢業，擅長劍道、籃球和足球。由於父親是劍道老師，從小就每日練習劍道，程度為三段，閒暇時也會到道場指導小朋友。此外，父親也是日本料理的廚師。
高中時在《MEN'S NON-NO》專屬模特兒選拔得獎而獲得出道資格，大學退學後為了成為首飾設計師，就讀於珠寶專門學校。
2006年到2011年間出席Paris Fashion Week，作為ZUCCa與山本耀司的模特兒十分活躍。
2012年，於電影《聽說桐島退社了》作為演員出道，以此作品為契機，將身份由模特兒轉為演員。以飾演本片角色菊池宏樹獲得第67屆每日電影獎日本體育新聞大獎的新人奬、第36屆日本電影金像獎最佳新人獎。
在2013年連續出演兩部NHK的晨間劇上半期（四月到九月底）、下半期（十月到隔年三月底）；於晨間劇出演兩部以上的演員有許多，但在同一年度連續出演兩部則相當罕見。由於參演晨間劇，在Oricon雜誌所做的「2013年爆紅男演員排行榜」中獲得第四名。正式出演《多謝款待》前，便先搬到大阪市居住，邊在天滿天神繁昌亭打工，邊聽落語來塑造角色形象。
2022年2月14日，東出原經紀公司humanite發表聲明，表示因其個人感情問題上之負面事件，公司疲於奔命之下原本仍試著相信東出；但2021年10月又發生負面事件，媒體報導東出擅自將非劇組之女性帶進拍攝的下榻飯店留宿，而此拍攝工作為未解禁之電影。經紀公司表示：「比起憤怒，更多的是徒勞感。已無法與東出共同前進，希望他能重新思考何謂人生重要的事。」正式聲明與東出解約，結束十年經紀關係。

## 個人生活
- 2013年，東出昌大和杏因拍攝NHK晨間劇《多謝款待》而交往，共同話題為「歷史」等；2015年1月1日，兩人正式登記結婚。[7][8]2016年1月，妻子杏表示懷有雙胞胎。同年5月16日，妻子杏生下雙胞胎女兒。2017年11月，杏再生下一個兒子。
- 2020年1月，被媒體揭露與女演員唐田英里佳在2017年合作演出电影《睡著也好醒來也罷》时发生婚外情，時間達三年，当时唐田年龄19岁尚未成年（日本20岁成年），東出昌大透過經紀公司承認婚外情並道歉[9]，後於同年7月31日離婚。
- 喜歡日本酒和歷史，對於時代劇也有相當興趣[2]。
- 2024年8月宣布與小11歲的女演員松本花林再婚且已懷有身孕。

## 參與作品

### 電影
- 聽說桐島退社了（2012年8月11日、SHOWGATE Inc.） - 飾演 菊池宏樹
- 一切都從遇見你開始（2013年11月22日，日本華納兄弟） - 飾演 津村拓實
- 0.5mm（2014年11月） - 飾演 卡拉OK店員
- 漂撇男子漢3EXPLODE（2014年4月12日，東寶） - 主演 鏑木旋風雄
- 寄生獸 (2014年11月29日，東寶) - 飾演 島田秀雄
  - 寄生獸 完結篇（2015年4月25日）
- 閃爍的青春（2014年12月13日，東寶） - 主演 馬渕洸
- GONIN SAGA（日语：GONINサーガ）（2015年9月26日） - 主演 久松勇人
- Hero Mania-生活-（日语：生活 (漫画)） (2016年5月7日) - 主演 中津秀利
- クリーピー偽りの隣人（2016年6月18日） - 飾演 野上刑事
- 死亡筆記本：決戰新世界（2016年10月29日） - 主演 三島創
- 聖的青春（日语：聖の青春）（2016年11月19日） - 飾演 羽生善治
- 明天，我要和昨天的妳約會（2016年12月17日） - 飾演 上山正一
- 關原之戰（2017年8月26日）- 飾演  小早川秀秋
- 散步的侵略者（2017年9月9日）- 飾演 牧師
- 預兆 散步的侵略者 劇場版（2017年11月11日）- 飾演 真壁司郎
- OVER DRIVE（日语：OVER DRIVE (映画)）（2018年6月1日） - 主演 檜山篤洋
- 龐克武士（日语：パンク侍、斬られて候）（2018年6月30日）- 飾演 黑和直仁
- 菊與斷頭台（日语：菊とギロチン）（2018年7月7日）- 飾演 中濱鐡
- PEACE · NIPPON（2018年7月14日）- 飾演 領航員
- 睡著也好醒來也罷（2018年9月1日）- 主演 丸子亮平／鳥居麦
- 古書堂事件手帖（2018年11月1日）- 飾演 田中嘉雄
- 信用欺詐師JP（2019年）- 飾演 小少爺
  - 信用詐欺師JP：公主篇（2020年7月23日）- 飾演 小牧
  - 信用詐欺師JP：英雄篇（2022年1月14日）
- 三島由紀夫vs東大全共闘〜50年目の真実〜（2020年3月20日） - ナビゲーター
- 間諜之妻〈劇場版〉（2020年10月16日） - 飾演 津森泰治
- 我啊！走自己的路（2020年11月6日） - 飾演 周造
- BLUE（2021年4月9日） - 主演 小川一樹（與松山研一雙主演）
- 峠 最後的武士（日语：峠_(小説)#映画）（2022年6月17日） - 飾演 徳川慶喜[10]
- Winny（2023年3月10日）- 主演 金子勇
- 福田村事件（2023年9月1日） - 飾演 田中倉蔵
- WILL[11]（2024年2月16日）- 主演

### 電視劇
- 戀愛檢定 第2集（2012年6月10日，NHK BS Premium）：飾演 吉光淳哉
- Reset～找尋真正幸福的方法～ （2012年9月30日，MBS）：飾演 Sion
- 結婚不結婚（2012年10月－12月，富士電視台）：飾演 山田弘樹
- ～×××HOLiC～（2013年2月－4月，WOWOW）：飾演 百目鬼靜
- 小海女（2013年4月－9月，NHK）：飾演 年輕的大吉
- 多謝款待（2013年9月－2014年3月，NHK）：飾演 西門悠太郎
- 周日劇場 父親的背「很高興認識你。兒子」（2014年8月24日 、TBS）：飾演 戸川祐介
- 王牌大律師之賤得好吃驚（2014年11月22日，富士電視台）：飾演 廣瀨史也
- 花燃（2015年1月4日－12月13日，NHK）：飾演 久坂玄瑞
- 問題餐廳（2015年1月15日－3月，富士電視台）：飾演 門司誠人
- 永遠的我們 sea side blue（2015年6月24日，日本電視台）：飾演 近藤瞬二
- 再見德布西〜鋼琴家偵探 岬洋介〜（日语：さよならドビュッシー#テレビドラマ）（2016年3月18日，日本電視台）：主演 岬洋介
- 放送九十年 奇幻大河劇「精靈守護者」（2016年3月19日－4月9日，NHK) ：飾演 湯達
  - 精靈守護者II 悲哀的破壞神（2017年1月21日－3月25日）
  - 精靈守護者最終章（2017年11月25日－2018年1月27日）
- 新年特別劇富士家族2017（2017年1月3日，NHK）：飾演 黑松平蔵
- LEADERSII（2017年3月26日，TBS）：飾演 日下部誠
- 其實並不在乎你（2017年4月18日－6月20日，TBS）：飾演 渡邊涼太
- 預兆 散步的侵略者（2017年9月18日－10月17日，WOWOW）：飾演 真壁司郎
- 信用詐欺師JP (2018年4月9日－6月11日，富士電視台）：飾演 小少爺
  - SP 「運勢篇」（2019年5月18日，富士電視台）
- 這本漫畫真厲害！ 第2集「龍-RON-」（2018年10月13日，東京電視台）：飾演 押小路龍（東出昌大/本人）
- 惡黨～加害者追跡調査～（日语：悪党_(小説)#2019年版）（2019年5月12日－6月16日，WOWOW）：主演 佐伯修一
- Pure！～一日偶像署長的事件簿～（日语：ピュア! 〜一日アイドル署長の事件簿〜）（2019年8月13日－15日，NHK綜合）：飾演 東堂周作[12]
- 刑事和檢事 ～所轄與地檢的24時～（日语：ケイジとケンジ〜所轄と地検の24時〜）（2020年1月16日－3月12日，朝日電視台）：主演 真島修平（與桐谷健太雙主演）
- 間諜之妻（2020年6月6日，NHK BS8K / 2021年4月12日，NHK BS Premium）：飾演 津森泰治
- 人間恐怖 第1話「心眼」（2022年2月6日，WOWOW）：飾演 梅喜

### 網路劇
- 死亡筆記本NEW GENERATION（2016年9月16日，Hulu）：主演 三島創
- 武士生死鬥（2025年11月，Netflix）：飾演 柘植響陣

### 舞台
- 夜想曲集（2015年5月11日-5月24日 銀河劇場、　5月30日・31日 梅田藝術劇場、　6月4日 廣島 ASTERPLAZA大、　6月8日 富山縣民會館Hall）
- 丰饶之海（2018年11月3日-12月2日 东京 纪伊国屋南方剧院TAKASHIMAYA、 12月8日-12月9日 大阪 森之宫Piloti-Hall）

### CM
- 任天堂 Wii
- 江崎固力果 BREO（2007年、2008年）
- 麥當勞 『活力之夏・SALSA』篇、『融化之夏・照燒』篇 （2008年）
- 可口可樂 ZERO（2008年）
- Panasonic Lumix DMC-G1 『女流一眼隊』（2008年）
- 可果美・蔬菜生活100『年輕人』篇（2009年）
- RUNARUNA「某日的女演員」篇（2012年）
- 第一生命保險 順風LIFE「D戰隊（D Saver）　保護自己」篇（2013年）
- 可果美「可果美 野菜一日一杯」（2013年）※和古田新太共演（『這個一杯 可能是～女主播』篇平井理央也有出演）
- 朝日飲品「七色water's」（2014年）
- NTT DOCOMO 新費用「東出先生」篇（2014年）
- 大和房屋D-room 「問候父親」篇（2014年9月）
- AEON「TOPVALU PEACE FIT」篇（2015年4月）
- Honda Freed7人座汽車（2019年10月 - 2020年1月）
- Sunstar「G·U·M」牙刷（2019年- 2020年1月）
- ONWARD「KASHIYAMA」定制西装（2019年－2020年1月）
- fuji住宅（2019年－2020年1月）

### PV
- SHIKATA （2012年）

### 時尚秀
- 山本耀司
- Zucca

### 廣告
- au
- Recruit Holdings Co.,Ltd.
- Lalaport
- Willcom

## 獎項
- 第67屆每日電影獎新人賞（聽說桐島退社了）
- 第36屆日本電影金像獎新人賞（聽說桐島退社了）
- 第38屆黃金飛翔獎（日语：エランドール賞）
- 第80回日劇學院賞助演男優賞（謝謝款待）
- 第88屆電影旬報獎新人賞（寄生獸）
- 第27屆日刊體育電影大獎石原裕次郎新人賞（寄生獸、漂撇男子漢3）[13]
- 大阪電影獎助演男優賞（聖之青春）
- 第26回日本電影影評人大獎 助演男優賞（聖之青春）
- 第93回日劇學院賞助演男優賞（其實並不在乎你）
- 第33回日本電影影評人大獎 主演男優賞（Winny）

## 外部連結
- 經紀公司humanitè Inc. （页面存档备份，存于）（日語）
- MEN'S NON-NO WEB/Backnumber （页面存档备份，存于）（日語）